# 아마두 아히조
아마두 바바투라 아히조(Ahmadou Babatoura Ahidjo, 1924년 8월 24일~1989년 11월 30일)는 카메룬의 정치인이자 초대 카메룬 대통령이다.
아마두 아히조는 1924년 지금의 카메룬 북주에 위치한 가루아에서 풀라니인 추장의 아들로 태어났다. 1940년대에 정계에 진입하였고, 1960년 카메룬이 독립하면서 카메룬 공화국의 초대 대통령으로 선출되었다. 그는 영국령 카메룬과의 통합을 추진하고, 영국령의 남부 지구가 주민 투표로 프랑스령과의 합병을 결정하자, 카메룬 연방 공화국의 대통령이 되었다. 그 후 1965년, 1970년, 1975년, 1980년의 카메룬 대통령 선거에서도 승리해 서서히 자신의 정당에 의한 완전한 일당 지배 체제를 구축하였고, 1976년에는 그 외의 정당을 금지하였다.
그는 대통령이 된 이후에는 계속되는 폭동에도 불구하고 번영을 이룩하였고, 1970년대 초에는 인기 없는 헌법을 제정해 영국령 카메룬의 자치를 끝내고 통일된 법을 도입하였다. 아히조가 추진하는 정책의 상당수는 독재적이었지만, 카메룬은 이와 동시에 아프리카에서 가장 안정된 나라 중 하나가 되었다.
1982년 11월 4일, 아히조는 건강상의 문제로 인해 갑자기 대통령 직에서 물러났다. 사임을 둘러싸고는 여러 설이 있는데, 일반적으로는 프랑스인 의사가 허위 진찰을 했다고 생각하고 있다. 덧붙여, 후임 대통령직은 당시 총리였던 폴 비야가 성공적으로 이어받았다. 이 결정에 대해서 자신과 같이 카메룬 북부 출신의 이슬람교도가 아닌, 남부 출신의 기독교도인 폴 비야를 후계로 택해 사람들을 크게 놀라게 하였다. 아히조가 소속된 카메룬 민족 동맹의 중앙위원회는 그를 대통령 직에 머물도록 만류했지만 거절당했고, 아히조는 당의 대표로 잔류하는 것에 대해선 동의의 의사를 표했다.
아히조의 뒤를 이은 폴 비야는 1983년 후반에 아히조와 깊은 갈등을 겪었고, 아히조는 그 해 7월 프랑스로 망명하였다. 폴 비야는 카메룬에 남아있던 아히조의 지지자들을 요직에서 제외하는 것과 동시에, 아히조의 초상화를 자신의 것으로 바꾸거나 당의 노래로 아히조의 이름을 깎아내리는 등, 아히조의 권위를 나타내는 상징들을 제거해나갔다.
1983년 8월 비야는 아히조가 연루됐다고 여겨지는 음모가 폭로되었다고 발표하였다. 이 발표에 대해 그는 비야가 권력을 남용했다고 비난하였고, 여러 명의 제3국가의 지도자들이 두 명의 중개를 시도했지만 화해에 이르지 못했고, 아히조는 끝내 당의 대표를 사임하였다. 망명 기간 중인 1984년 2월 아히조는 반역 음모에 가담했다는 이유로 사형 선고를 받았고, 그는 이 계획의 관여를 부정하였다. 그러나 아히조는 이와 별개로 1984년 4월에 진압된 군사 반란을 조종했다는 비난을 받았다.
그 후 아히조는 여생을 프랑스와 세네갈에서 보냈고, 1989년 11월 30일 다카르에서 사망하였다.

## 역대 선거 결과
| 선거명      | 직책명        | 대수 | 정당           | 득표율  | 득표수      | 결과 | 당락 |
| ----------- | ------------- | ---- | -------------- | ------- | ----------- | ---- | ---- |
| 1965년 선거 | 카메룬 대통령 | 1대  | 카메룬인연합   | 100.00% | 2,700,697표 | 1위  |      |
| 1970년 선거 | 카메룬 대통령 | 1대  | 카메룬국민연합 | 100.00% | 3,478,942표 | 1위  |      |
| 1975년 선거 | 카메룬 대통령 | 1대  | 카메룬국민연합 | 100.00% | 3,483,165표 | 1위  |      |
| 1980년 선거 | 카메룬 대통령 | 1대  | 카메룬국민연합 | 100.00% | 3,329,145표 | 1위  |      |